# Rivers (Nigeria)
Rivers è uno dei 36 stati della Nigeria, situato nel sud della Nigeria con capitale Port Harcourt.
La lingua predominante è la lingua igbo. La parte interna dello Stato consiste per lo più di foreste tropicali; verso la costa dell'Oceano Atlantico, il delta del Niger contribuisce a rendere l'ambiente più paludoso ed umido. Rivers State ha fatto parte dell'Oil Rivers Protectorate dal 1885 al 1893, quando divenne parte del Niger Coast Protectorate. Lo Stato è stato creato nel 1967 dalla spartizione della vecchia Eastern Region. Fino al 1996, Rivers conteneva al proprio interno anche l'area dello Stato di Bayelsa.

## Suddivisioni
Lo stato di Rivers è suddiviso in ventitré aree a governo locale (local government areas):
- Abua/Odual
- Ahoada East
- Ahoada West
- Akuku Toru
- Andoni
- Asari-Toru
- Bonny
- Degema
- Eleme
- Emohua
- Etche
- Gokana
- Ikwerre
- Khana
- Obio/Akpor
- Ogba/Egbema/Ndoni
- Ogu/Bolo
- Okrika
- Omumma
- Opobo/Nkoro
- Oyigbo
- Port-Harcourt
- Tai